# Ameridion tempum
Ameridion tempum là một loài nhện trong họ Theridiidae.
Loài này thuộc chi Ameridion. Ameridion tempum được Herbert Walter Levi miêu tả năm 1959.